# Someri
Someri (russe : Соммерс, en finnois : Someri) est une île située dans le golfe de Finlande. 
L'île fait partie du raïon de Vyborg de l'oblast de Léningrad en Russie.

## Géographie
Il est situé en face de Virolahti, à environ 25 kilomètres du continent et à neuf kilomètres de la frontière maritime finlandaise. 
Le point culminant de l'île est à 16 mètres au-dessus du niveau de la mer.